# Tạ Chí Đại Trường
Tạ Chí Đại Trường (21 tháng 6 năm 1938 – 24 tháng 3 năm 2016) là một nhà sử học, nhà nghiên cứu văn hóa Việt Nam người Mỹ gốc Việt. Bắt đầu nghiên cứu sử học và văn hóa từ đầu thập niên 1960 tại Việt Nam, Tạ Chí Đại Trường cho ra đời tác phẩm đáng chú ý, Lịch sử nội chiến ở Việt Nam từ năm 1771 đến 1802, vào năm 1964. Tác phẩm này đã đặt lại vấn đề về vai trò của nhà Tây Sơn trong lịch sử Việt Nam, nhiều tác phẩm sau này của ông cũng có được cách lập luận và quan điểm độc đáo như vậy. Sau khi định cư tại Hoa Kỳ năm 1994, ông bắt đầu cho in nhiều tác phẩm nghiên cứu lịch sử, văn hóa có giá trị, cho tới thập niên 2000 thì các tác phẩm này mới dần được in và phát hành tại Việt Nam như Thần, Người và Đất Việt, Những bài dã sử Việt.

## Tiểu sử
Tạ Chí Đại Trường sinh ngày 21 tháng 6 năm 1938 tại Nha Trang, nhưng quê gốc ở Bình Định. Tên của ông, Đại Trường, được ghép từ hai địa danh của tỉnh Khánh Hòa là mũi Đại Lãnh và Trường Giang (sông Cái). Ông là con trai Cử nhân Hán học Tạ Chương Phùng, nhà hoạt động phong trào độc lập dân tộc thập niên 1940 - 1950 cùng với ông Ngô Đình Diệm, sau làm Tỉnh trưởng tỉnh Bình Định và thành viên nhóm Caravelle.
Năm 1964, Tạ Chí Đại Trường tốt nghiệp bằng Thạc sĩ chuyên ngành Lịch sử tại Viện Đại học Sài Gòn rồi nhập ngũ. Ông phục vụ trong Quân lực Việt Nam Cộng hòa từ năm 1964 cho tới năm 1974 với quân hàm đại úy. Trong thời gian chiến tranh, ông bắt đầu sưu tập tiền cổ và tập trung nghiên cứu về đề tài này. Những bài viết của ông về tiền cổ trong thời gian này sau đó đã được giới nghiên cứu sử học quốc tế đánh giá cao.
Năm 1964, trong thời gian học cao học, Tạ Chí Đại Trường cho ra đời một cuốn tiểu luận về lịch sử Việt Nam giai đoạn 1771 đến 1802 với những sự kiện xoay quanh cuộc nội chiến giữa nhà Tây Sơn và Nguyễn Ánh. Tác phẩm này đã đoạt Giải thưởng văn chương toàn quốc, bộ môn Sử năm 1970 và được nhà xuất bản Văn Sử Địa in thành sách năm 1973 với tựa đề Lịch sử nội chiến ở Việt Nam từ năm 1771 đến 1802. Sau khi Việt Nam thống nhất năm 1975, cuốn sách với nội dung đặt lại vấn đề về nhà Tây Sơn đã khiến ông gặp nhiều rắc rối. Cuốn sách bị cho là "hạ thấp Quang Trung, đề cao Gia Long" và bị cấm lưu hành tại Việt Nam trong một thời gian dài và chỉ được in lại trong nước từ cuối thập niên 2000.
Sau năm 1975, ông trải qua giai đoạn học tập cải tạo đến năm 1981.
Từ tháng 8 năm 1994, Tạ Chí Đại Trường bắt đầu định cư tại Hoa Kỳ. Do điều kiện cuộc sống, phải tới 10 năm sau ông mới quay trở lại Việt Nam và khó có cơ hội tiếp xúc với tài liệu sử học trong nước, vì vậy ông phải từ bỏ những đề tài chuyên biệt để tập trung nghiên cứu lịch sử Việt Nam nói chung thông qua các tư liệu ông thu thập được qua nhiều nguồn ở Mỹ, kể cả từ các chợ sách ngoài trời. Tại Mỹ ông bắt đầu cho in các tác phẩm chính của mình như Những bài dã sử Việt (1996) vốn là tập hợp các bài viết ở Việt Nam của ông giai đoạn 1984-1986 hay cuốn Thần, Người và Đất Việt (1989, 2000). Cuốn Thần, Người và Đất Việt khi xuất hiện không chính thức ở Việt Nam đã được đánh giá cao, nhiều nhà sử học Việt Nam đã nhận xét rằng Tạ Chí Đại Trường là một chuyên gia sử học, dân tộc học đáng tin cậy. Kể từ cuối thập niên 2000, sách của Tạ Chí Đại Trường mới được chính thức in và phát hành tại Việt Nam. Năm 2014, Tạ Chí Đại Trường đã được Quỹ Văn hóa Phan Châu Trinh trao Giải thưởng Văn hóa Phan Châu Trinh hạng mục Giải Nghiên cứu.
Ngày 24 tháng 3 năm 2016, ông qua đời tại nhà riêng ở Thành phố Hồ Chí Minh. Trước đó, khi nhắm không qua khỏi căn bệnh nan y, ông đã từ Mỹ về lại Việt Nam vào ngày 4 tháng 10 năm 2015 với ý nguyện sẽ "gửi nắm thân tàn" lại nơi quê hương.

## Phong cách nghiên cứu
Đáp lại ý kiến nói Tạ Chí Đại Trường không chú trọng việc đi điền dã, khảo sát thực địa, ông cho rằng công việc nghiên cứu sử học không phải lúc nào cũng cần tới việc đi điền dã trực tiếp vì nhà sử học hoàn toàn có thể sử dụng các tài liệu ghi chép của người đi điền dã. Theo ông, sở dĩ tác phẩm của ông được đánh giá là có giọng điệu riêng và cách lập luận độc đáo vì ông chưa từng tham gia chính thức một cơ quan nghiên cứu lịch sử nào vì vậy đã thoát ra được khỏi hệ thống quan điểm truyền thống về lịch sử Việt Nam, hơn nữa tuy rất nghiêm túc trong công việc nghiên cứu nhưng ông không đặt nặng việc tác phẩm của mình viết ra phải có độc giả.

## Tác phẩm
Các tác phẩm của Tạ Chí Đại Trường đã được xuất bản tại Hoa Kỳ:
- Thần, Người và Đất Việt (1989, 2000)
- Những bài văn sử (1999)
- Những bài dã sử Việt (1996)
- Việt Nam nhìn từ bên trong (viết cùng Nguyễn Xuân Nghĩa, 1994)
- Một khoảng Việt Nam Cộng hòa nối dài (1993)
- Lịch sử nội chiến Việt Nam (1771-1802) (1991, in lại từ bản gốc năm 1973)

Các tác phẩm của Tạ Chí Đại Trường được xuất bản tại Việt Nam:
- Thần, Người và Đất Việt (2014)
- Những bài dã sử Việt (2014)
- Người lính thuộc địa Nam Kỳ (1861-1945) (2014)
- Chuyện phiếm sử học (2016)
- Lịch sử nội chiến Việt Nam từ 1771 đến 1802 (2017).[2][4][6]

## Phê bình
- Tiến sĩ Bùi Trân Phượng, tốt nghiệp ngành sử học tại Đại học Sorbone, Pháp nhận xét:

| “ | “Nếu có gì đặc biệt ở anh Tạ Chí Đại Trường thì đó là tài năng. Tức là không phải ai được đào tạo như thế, hành nghề như thế, thì cũng có những phát hiện sắc sảo như là phát hiện của anh ấy, gặp thời hơn thì tôi nghĩ sức sáng tạo của ảnh còn nhiều hơn thế. Trong điều kiện mà anh ấy không có dưới cả hai chế độ, những điều anh ấy làm được là những đóng góp lớn.” | ” |

- Ông Nguyễn Gia Kiểng, chính trị gia, người có những tác phẩm liên quan đến lịch sử Việt Nam nói:

| “ | “...khi chúng ta đọc các tác phẩm của Tạ Chí Đại Trường, chúng ta thấy có một sự tìm kiếm sự thật rất là công phu, có sự nhận định và lý luận rất thẳng thắn. Nó khác với các quan điểm của các sử quan ngày trước, và đến mãi sau này nữa, là dùng lịch sử như là một dụng cụ để củng cố chế độ đương quyền. Coi lịch sử đương nhiên là do kẻ chiến thắng viết ra. Tạ Chí Đại Trường không phải là người như vậy, không coi lịch sử như là một phương tiện để bày tỏ lập trường của mình, mà trái lại sử gia phải phản ánh đúng sự thực, là người có bổn phận mô tả xã hội, cái sự biến chuyển của xã hội trong dòng thời gian.” | ” |

- Tiến sĩ khảo cổ học Nguyễn Thị Hậu, cho biết là bà rất tâm đắc với những bài viết về khảo cổ, và văn hóa của ông:[10]

| “ | “Bác làm cho các nghiên cứu khảo cổ gần với đời sống con người hơn. Các kiến thức khảo cổ trở nên gần gũi với người đọc bình thường, mang những kiến thức về văn hóa, khảo cổ, lịch sử đến với cộng đồng, với công chúng, nhưng không làm cho các kiến thức ấy bị sai lạc, mà vẫn phân tích khoa học, rất đúng. Người ta cảm thấy rằng các sự kiện, những câu chuyện lịch sử ấy gần gũi với con người chứ lịch sử không khô cứng, không phải chỉ là những sự kiện.” | ” |